# Museu das Belas Artes (Basileia)
O Museu das Belas Artes (Kunstmuseum, em alemão) de Basileia, na Suíça, data do Século XVII com a aquisição do  Gabinete Amerbach, um coleccionador Humanista da Pré-Reforma, e Basileia é assim a primeira municipalidade suíça a ter uma colecção de arte muito antes que tais colecções sejam aberta ao público noutras cidades da Europa . 
O museu é particularmente rico em obras e gravuras da Renânia dos Século XV e Século XVI do qual faz parte um conjunto de obras de Hans Holbein o Jovem, do seu pai Hans Holbein o Antigo e do seu irmão Ambrosius Holbein. Também é importante a colecção de obras entre 1850 a 1950 (Vincent van Gogh, Paul Gauguin e Paul Cézanne; o cubismo, e o expressionismo alemão e a arte americana desde 1950
.
Conjuntamente com o Museu de Arte e História de Genebra, e o Museu das Belas Artes de Zurique possui uma das principais colecções suíças de arte da renascença aos nossos dias.

## Ligação Externa
- Sitio do Kunstmuseum Basel (En)
- MySwitzerland Museu de Arte de Basileia (Pt)